# Adam Montgomery
Adam Montgomery (Livingston, 18 luglio 2002) è un calciatore scozzese, difensore del Livingston in prestito dal Celtic.

## Caratteristiche tecniche
Nato attaccante, nel suo percorso formativo al Celtic è stato arretrato in difesa, specializzandosi come terzino sinistro.

## Carriera

### Club
Cresciuto nel settore giovanile del  Celtic, debutta in prima squadra il 12 maggio 2021 in occasione dell'incontro di Scottish Premiership vinto 4-0 contro il St. Johnstone.

### Nazionale
Nel 2021 ha giocato 3 partite con la nazionale scozzese Under-21.

## Statistiche
Statistiche aggiornate al 28 maggio 2023.

### Presenze e reti nei club
| Stagione        | Squadra         | Campionato      | Campionato | Campionato | Coppe nazionali | Coppe nazionali | Coppe nazionali | Coppe continentali | Coppe continentali | Coppe continentali | Altre coppe | Altre coppe | Altre coppe | Totale | Totale | Totale |
| Stagione        | Squadra         | Comp            | Pres       | Reti       | Comp            | Pres            | Reti            | Comp               | Pres               | Reti               | Comp        | Pres        | Reti        | Pres   | Reti   |        |
| --------------- | --------------- | --------------- | ---------- | ---------- | --------------- | --------------- | --------------- | ------------------ | ------------------ | ------------------ | ----------- | ----------- | ----------- | ------ | ------ | ------ |
| 2020-2021       | Celtic          | PL              | 2          | 0          | CS+CdL          | 0               | 0               |                    | -                  | -                  |             | -           | -           | 2      | 0      |        |
| 2021-gen. 2022  | Celtic          | PL              | 8          | 0          | CS+CdL          | 0+2             | 0               | UCL+UEL            | 1+7                | 0                  |             | -           | -           | 18     | 0      |        |
| gen.-giu. 2022  | Aberdeen        | PL              | 7          | 0          | CS              | 1               | 0               |                    | -                  | -                  |             | -           | -           | 8      | 0      |        |
| 2022-2023       | St. Johnstone   | PL              | 28         | 0          | CS+CdL          | 1+4             | 0+1             |                    | -                  | -                  |             | -           | -           | 33     | 1      |        |
| Totale carriera | Totale carriera | Totale carriera | 45         | 0          |                 | 8               | 1               |                    | 8                  | 0                  |             | -           | -           | 61     | 1      |        |

## Palmarès

### Club

#### Competizioni nazionali
- Campionato scozzese: 1

Celtic: 2019-2020
- Coppa di Scozia: 1

Celtic: 2019-2020
- Coppa di Lega scozzese: 2

Celtic: 2019-2020, 2021-2022